# Kollektivtrafikmyndigheten i Västernorrlands län

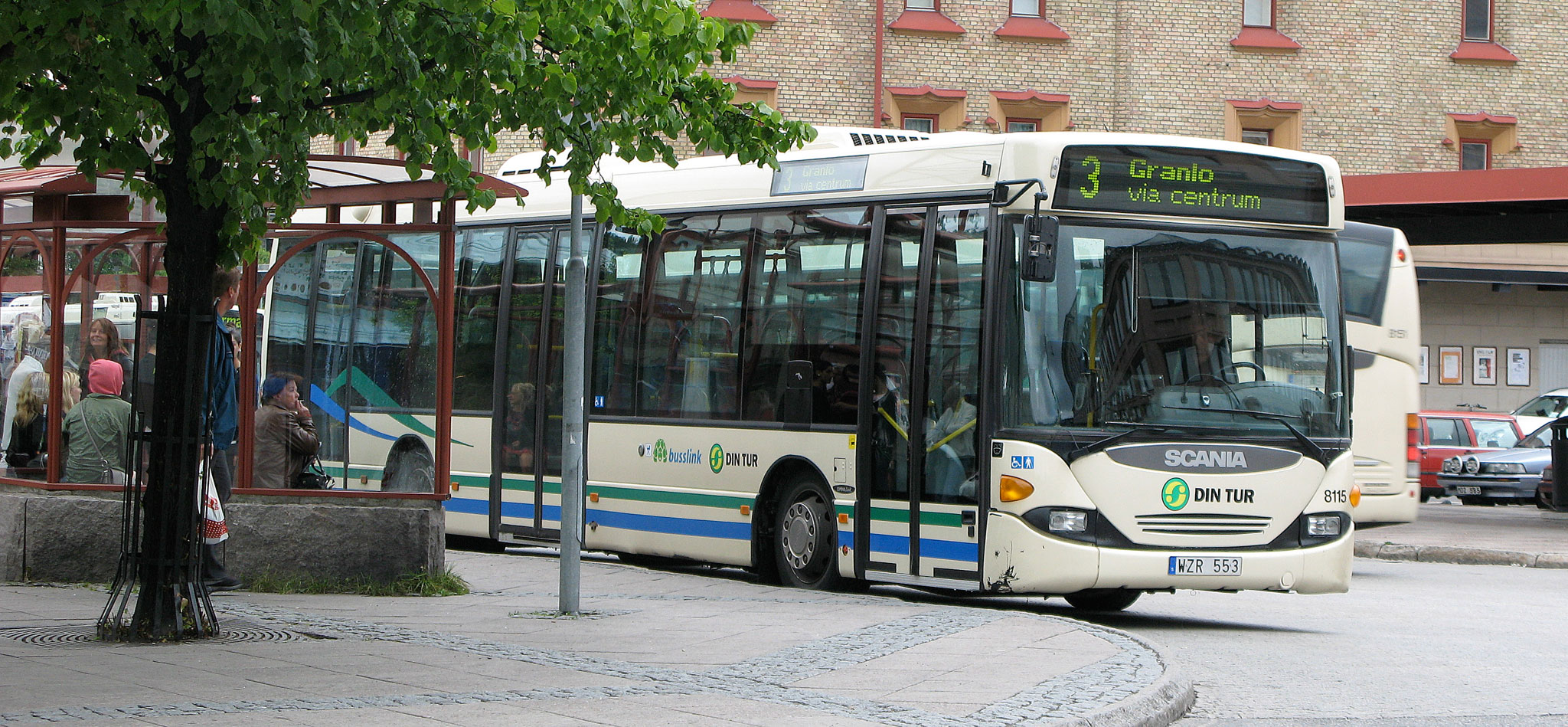
Buss vid Navet i Sundsvall

Kollektivtrafikmyndigheten i Västernorrlands län är regional kollektivtrafikmyndighet för Västernorrlands län sedan 1 januari 2012.
Myndigheten är ett kommunalförbund som består av länets sju kommuner samt Region Västernorrland. Det formella namnet är Kommunalförbundet Kollektivtrafikmyndigheten i Västernorrlands län. 

2016 valde länets samtliga sju kommuner samt landstinget att säga upp det gällande avtalet med Kollektivtrafikmyndigheten.

## Bussar
Kollektivtrafikmyndigheten beslutar om allmän trafikplikt för det trafikutbud och den service som Kollektivtrafikmyndigheten vill garantera resenärerna genom trafikupphandling.
Busslinjer med allmän trafikplikt upphandlas av myndigheten och utförs av entreprenörerna, för närvarande (2016) Nobina, Mittbuss och Ceris Resor. 
Varumärket för denna trafik är DinTur.
Egentliga stadsbusslinjer finns i Härnösand, Sollefteå, Sundsvall, och Örnsköldsvik. I Kramfors och Timrå fungerar vissa landsbygdslinjer som stadstrafik.
Linjen Sundsvall-Umeå-Luleå kallas Norrlandskusten.

## Tåg
Den regionala tågtrafiken hanteras av Norrtåg AB. Tågtrafiken Örnsköldsvik-Umeå startade i augusti 2010, trafiken mot Östersund och Norge togs över från Mittnabotåget i juni 2012 och Sundsvall-Umeå startade i augusti 2012. Bolaget Norrtåg AB ägs gemensamt av de fyra nordligaste kollektivtrafikmyndigheterna (däribland Kollektivtrafikmyndigheten i Västernorrlands län).